# Albert Venn
Albert H. Venn (Marshall, Michigan, 24 de setembre de 1867 - Topeka, Kansas, 6 d'agost de 1908) va ser un jugador de lacrosse estatunidenc que va competir a principis del segle xx. El 1904 va prendre part en els Jocs Olímpics de Saint Louis, on guanyà la medalla de plata en la competició per equips de Lacrosse, com a membre de l'equip St. Louis Amateur Athletic Association.